# Josef Helfenstein

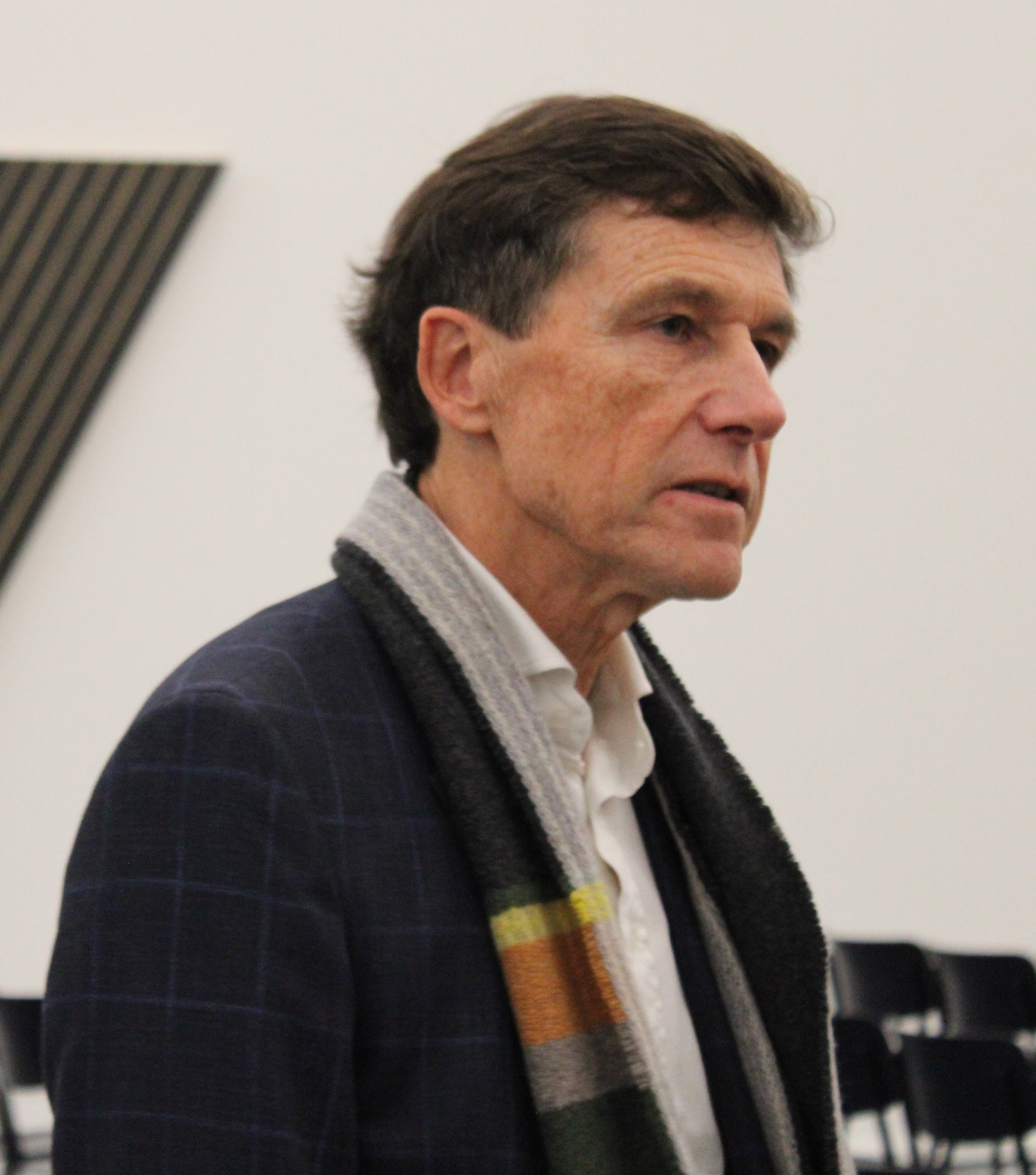
Josef Helfenstein im November 2023

Josef Helfenstein (* 1957 in Luzern) ist ein Schweizer Kunsthistoriker und Kurator.

## Leben und Wirken
Josef Helfenstein studierte zwischen 1977 und 1982 Kunstgeschichte, Germanistik und Geschichte an der Universität Genf. Ab 1983 arbeitete er im Kunstmuseum Bern, unter anderem als Leiter der Graphischen Sammlung und der Paul Klee-Stiftung und von 1995 bis 2000 als stellvertretender Museumsleiter. 1991 promovierte er an der Universität Bern mit der Dissertation Meret Oppenheim und der Surrealismus.
2000 folgte er einem Ruf in die USA, wo er zunächst bis 2004 das Krannert Art Museum an der University of Illinois in Urbana-Champaign leitete. Gleichzeitig unterrichtete er am Graduate Program des Art History Department der Universität. 2004 zog er nach Houston, TX, wo er bis 2015 die Menil Collection and Foundation leitete. Während seiner Amtszeit als Direktor der Menil Collection führte er den ersten Strategieprozess in der Geschichte der Institution durch, einschliesslich eines Masterplans für den 10 City Blocks umfassenden Campus der Menil Foundation. Er arbeitete zusammen mit internationalen und lokalen Architekten, einschliesslich David Chipperfield (Masterplan) und Johnston Marklee, einer jungen Firma aus Los Angeles, die nach einem internationalen Wettbewerb als Architekturbüro für das wichtigste neue Kunstgebäude, das Menil Darwin Institute, ausgewählt wurde (Eröffnung 2018). Er organisierte viele Ausstellungen, darunter zu Suzan Frecon, Paul Klee, Walter De Maria, Hedda Sterne, Luc Tuymans, Cy Twombly, Bill Traylor u. a. Zu den am meisten beachteten thematischen Ausstellungen gehört "Experiments with Truth: Gandhi and Images of Nonviolence" (2014). Unter seiner Leitung wurden viele Publikationen zur weltberühmten Sammlung und zur Geschichte der Institution realisiert, darunter zu den Sammlungsbeständen der afrikanischen, byzantinischen und südostasiatischen Kunst sowie zum politisch-gesellschaftlichen Engagement der Gründer der Institution (Art and Activism. Projects of John and Dominique de Menil, 2010).
Ende 2015 folgte Helfenstein einem Ruf zurück in die Schweiz. Er arbeitete zunächst als Senior Fellow an eikones NFS Bildkritik, einem kunstwissenschaftlichen und -theoretischen Think Tank der Universität Basel. Im Herbst 2016 übernahm er als Nachfolger von Bernhard Mendes Bürgi die Leitung des Kunstmuseums Basel, dem ältesten öffentlichen Kunstmuseum mit einer bedeutenden Kunstsammlung mit umfassenden Beständen aus dem 14. bis 21. Jahrhundert. Er kuratierte in dieser Zeit Ausstellungen zum Frühwerk von Marc Chagall, Dan Flavin, Theaster Gates, Sam Gilliam, William Kentridge, Camille Pissarro u. a. Wichtig war ihm, den eurozentrischen Kanon mit neuen Positionen von bisher in der Museumssammlung kaum repräsentierten Künstlerinnen und Künstlern zu erweitern, darunter Michael Armitage, Martin Barre, Linda Benglis, Louise Bourgeois, Theaster Gates, Sam Gilliam, Shirley Jaffe, William Kentridge, Gabriele Münter, Marlow Moss, Martha Rosler, Hito Steyerl, Kara Walker und Lynette Yiadom-Boakye.
Die Amtszeit als Museumsleiter in Basel lief Ende 2023 ab. Trotz offizieller Pensionierung war er Anfang 2024 weiterhin für das Museum tätig.